# 하레디파

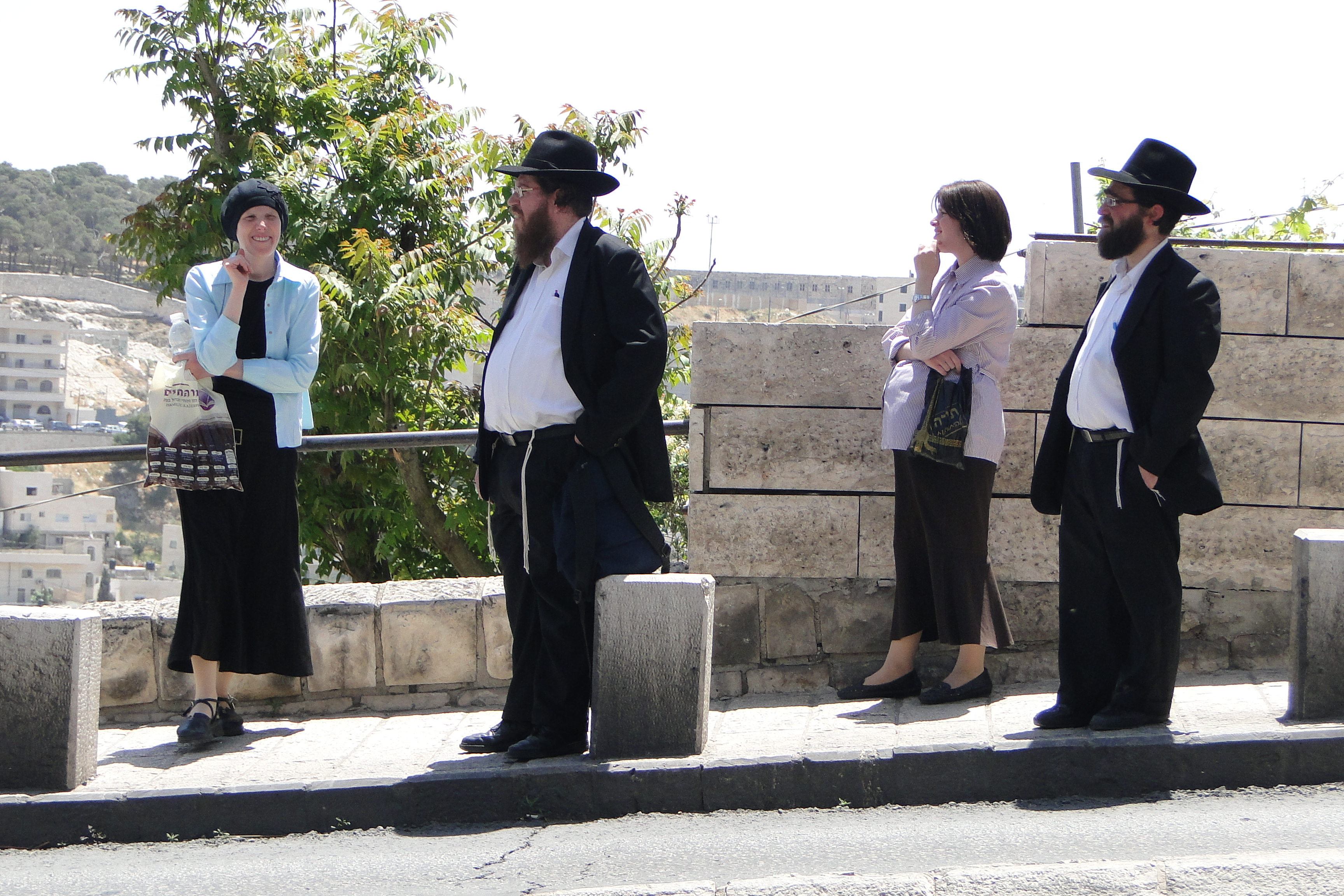
버스를 기다리는 하레딤 부부들.

하레디파(히브리어: חֲרֵדִי [χaʁeˈdi])는 정통파 유대교에서 분화된 유대교 교파 중 하나로, 외부에서는 초정통파(超正統派, ultra-Orthodox)라고도 한다. 근대 세속주의 문화를 철저히 거부하는 것이 가장 큰 특징이다. 하레디파를 따르는 유대교도를 하레디라 하고, 복수형으로는 하레딤이라 한다. 하레딤은 자신들이 유대인들 중 가장 교리를 원칙적으로 잘 지키는 집단이라고 주장하지만, 다른 교파에서는 이 주장을 부정하고 있다.

## 역사
하레디파는 해방, 계몽주의, 하스칼라 및 거기서 파생된 문화변용, 세속화, 종교개혁, 유대 민족주의 등 유대인들에게 가해진 근대의 엄청난 변화에 대한 반동으로서 출현했다. 근대성을 포용하기 위해 노력하는 현대 정통파 유대교와 달리 하레디파는 현대사회와 격리된 공동체를 이루어가면서까지 할라카(유대교 종교법)를 고수한다.
하레디 공동체는 주로 이스라엘, 북아메리카, 서유럽에서 발견된다. 전세계적으로 하레딤의 수는 1천 3백만에서 1천 5백만 명 사이로 추정되며, 종교간 결혼의 사실상 부재와 높은 출산률로 인하여 그 수는 빠르게 불어나고 있다. 상당수의 세속 유대인들이 하레디식 생활양식을 받아들이는 것(바알 테슈바 운동) 역시 하레딤의 개체 증가를 부채질하는 한 요인이다.
이스라엘군은 징병제 군대이지만 하레디파는 병역 대상에서 면제되며 지원자에 한해서 군복무를 하게 되어 있다.

## 인구
| 연도 | 인구      | ±% p.a. |
| ---- | --------- | ------- |
| 2009 | 750,000   | —       |
| 2014 | 910,500   | +3.95%  |
| 2015 | 950,000   | +4.34%  |
| 2017 | 1,033,000 | +4.28%  |
| 2018 | 1,079,000 | +4.45%  |
| 2019 | 1,125,892 | +4.35%  |
| 2020 | 1,175,088 | +4.37%  |
| 2021 | 1,226,261 | +4.35%  |
| 2022 | 1,279,528 | +4.34%  |
| 2023 | 1,334,909 | +4.33%  |